# Rhene danieli
Rhene danieli är en spindelart som beskrevs av Benoy Krishna Tikader 1973. Rhene danieli ingår i släktet Rhene och familjen hoppspindlar. Inga underarter finns listade i Catalogue of Life.